# Europese kampioenschappen inlineskaten
De Europese kampioenschappen inline-skaten worden, in de huidige vorm, georganiseerd door de Europese inline-skate unie (Confédération Européenne de Roller Skating of CERS) sinds 1989, na vervanging van de traditionele rolschaats door de inline-skate.
Het toernooi gold voor deelnemers uit veel landen tevens als kwalificatiemogelijkheid voor de wereldkampioenschappen inline-skaten, hoewel het de laatste jaren soms ook na het WK wordt gehouden.

## Historie
Sinds 1989 wordt het Europees kampioenschap, in de huidige vorm, georganiseerd. Dit toernooi vond plaats in Pico, Portugal. Het toernooi is opgedeeld in wedstrijden die plaatsvinden op de piste en de wegwedstrijden. Deze worden van elkaar gescheiden door een rustdag.
In 1996 is de (halve) marathon toegevoegd aan het programma. De eerste winnaars van dit onderdeel waren de Fransman Johan Langenberg bij de mannen en bij de vrouwen was deze eer aan de Italiaanse Tina Bosica.

## Kampioenschappen
| Jaar | Datum                     | Plaats                                        | Aantal onderdelen |
| ---- | ------------------------- | --------------------------------------------- | ----------------- |
| 1989 | 13–19 augustus            | Pico                                          | 28                |
| 1990 | 28 juli – 4 augustus      | Inzell                                        | 28                |
| 1991 | 29 juli – 4 augustus      | Pineto/Pescara                                | 28                |
| 1992 | 19–25 juli                | Acireale                                      | 28                |
| 1993 | 16–25 juli                | Valence d'Agen                                | 31                |
| 1994 | 30 juli – 7 augustus      | Pamplona                                      | 30                |
| 1995 | 4–12 augustus             | Praia da Vitória                              | 28                |
| 1996 | 27 juli – 4 augustus      | Saint-Brieuc/Lamballe                         | 30                |
| 1997 | 25 juli – 3 augustus      | Roseto degli Abruzzi/Sulmona/Castel di Sangro | 32                |
| 1998 | 25 juli – 2 augustus      | Coulaines                                     | 32                |
| 1999 | 18–29 augustus            | Zandvoorde/Oostende/Middelkerke               | 32                |
| 2000 | 1–9 juli                  | Latina                                        | 32                |
| 2001 | 27 juli – 4 augustus      | Paços de Ferreira                             | 32                |
| 2002 | 26 juli – 2 augustus      | Valence d'Agen/Grenade-sur-l'Adour            | 32                |
| 2003 | 26 juli – 2 augustus      | Padua/Abano Terme                             | 24                |
| 2004 | 1–7 augustus              | Heerde/Groningen                              | 24                |
| 2005 | 1–7 augustus              | Jüterbog/Niedergörsdorf/Ludwigsfelde          | 24                |
| 2006 | 24–30 juli                | Cassano d'Adda                                | 24                |
| 2007 | 24–29 juli                | Estarreja/Ovar                                | 24                |
| 2008 | 21–27 juli                | Gera                                          | 24                |
| 2009 | 30 juli – 8 augustus      | Oostende                                      | 24                |
| 2010 | 29 juli – 7 augustus      | San Benedetto del Tronto                      | 24                |
| 2011 | 30 juli – 6 augustus      | Heerde/Zwolle                                 | 24                |
| 2012 | 23–28 juli                | Szeged                                        | 12                |
| 2013 | 27 juni – 6 juli          | Almere                                        | 27                |
| 2014 | 26 juli – 3 augustus      | Geisingen                                     | 24                |
| 2015 | 20–26 juli                | Wörgl/Innsbruck                               | 24                |
| 2016 | 24–30 juli                | Heerde/Steenwijk                              | 24                |
| 2017 | 2–8 juli                  | Lagos                                         | 24                |
| 2018 | 17–23 augustus            | Oostende                                      | 22                |
| 2019 | 26 augustus – 1 september | Pamplona                                      | 22                |
| 2021 | 19–25 juli                | Canelas                                       | 23                |
| 2022 | 4–11 september            | L'Aquila                                      | 22                |